# Dálnice D0

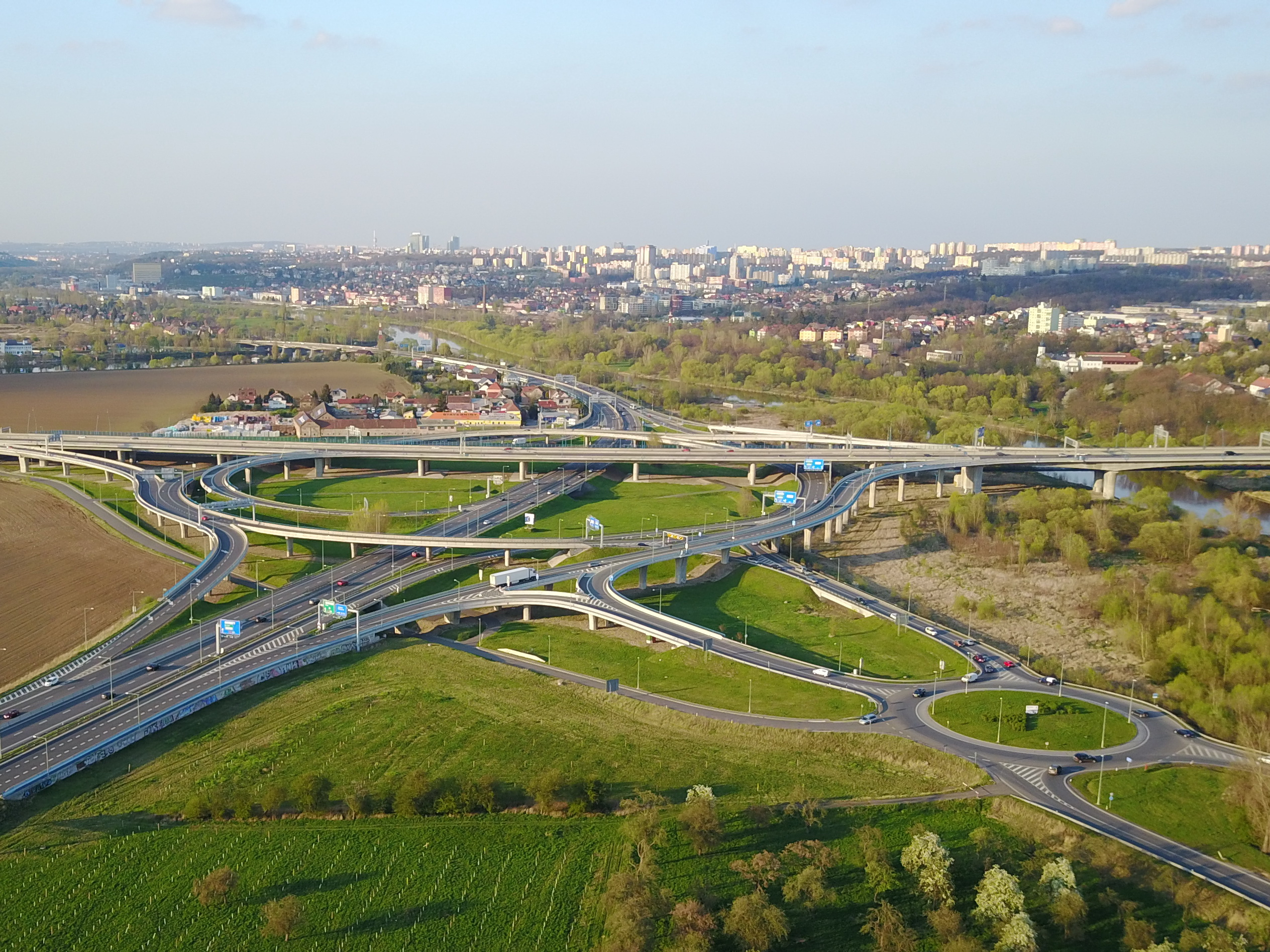
Největší česká křižovatka Lahovice je součást vnějšího Pražského okruhu

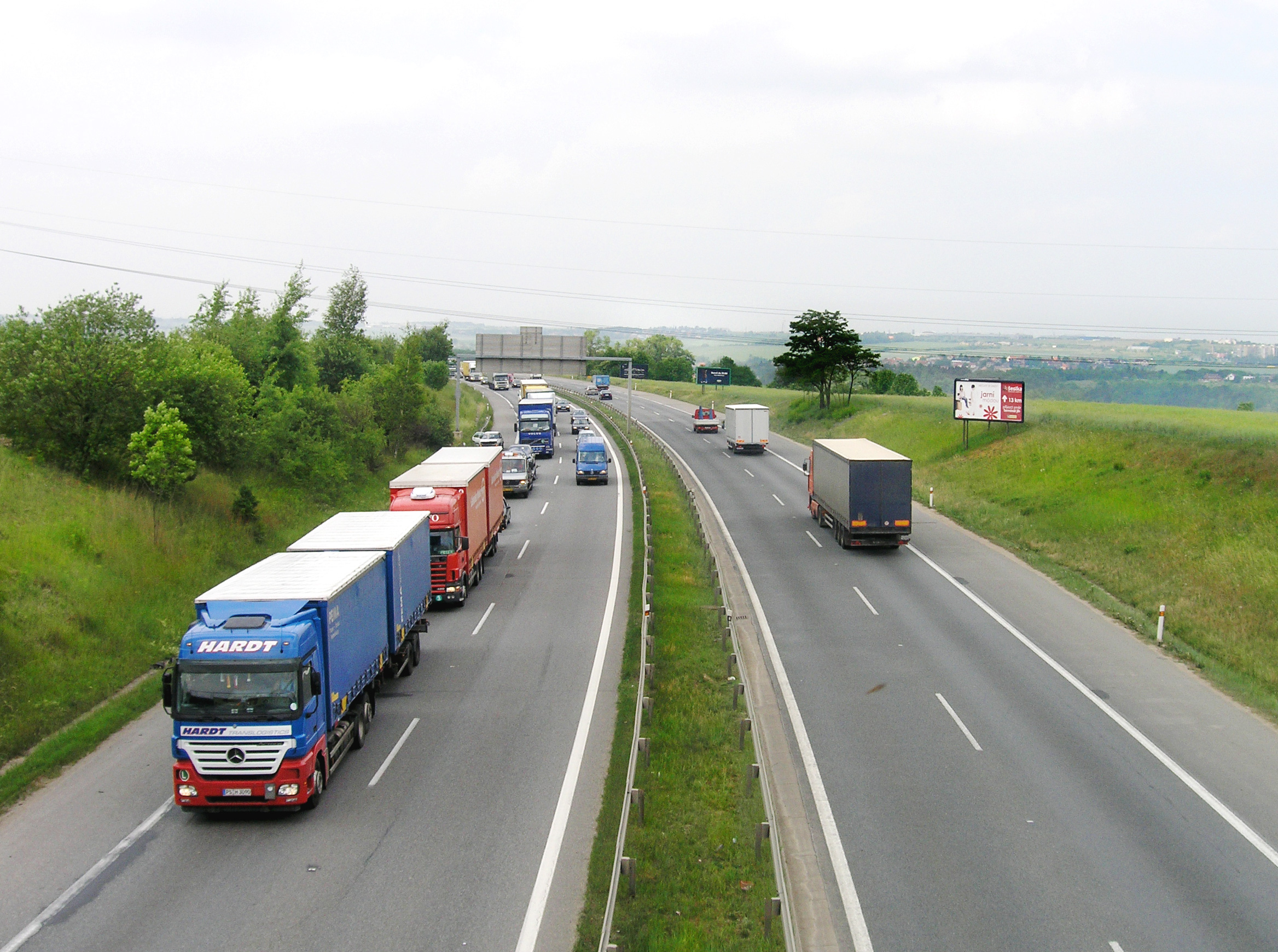
D0 v Praze, Slivenec

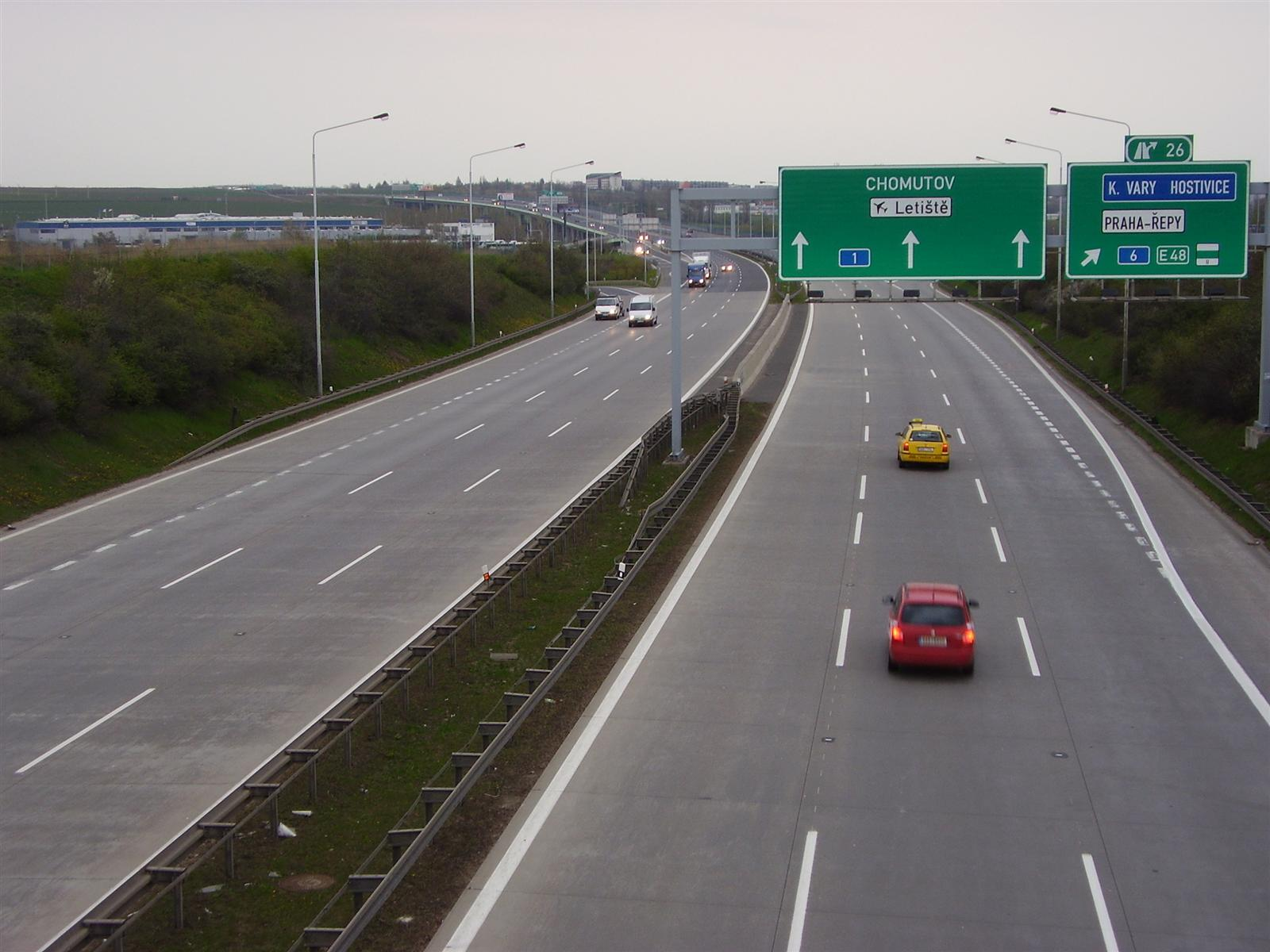
Úsek dálnice u Řep a Zličína

Dálnice D0 (do roku 2015 rychlostní silnice R1), označovaná jako vnější Pražský okruh, je dálnice, která by v případě dobudování měla vytvořit vnější obchvat Prahy. Vychází z něj paprsčitě většina českých dálnic. Na rozdíl od vnitřního Městského okruhu, jehož dílčí úseky dostaly různé oficiální uliční názvy, označení Pražský okruh je ve všech částech vedoucích územím Prahy zároveň i oficiálním názvem ulice. První úseky byly otevřeny v roce 1984, s dobudováním celého Pražského okruhu se tehdy počítalo nejdříve v roce 2015.
V roce 1998 se předpokládala cena stavby 31 miliard korun, v únoru 2005 se cena zvedla na 47 miliard korun a v roce 2009 Ministerstvo dopravy zveřejnilo, že na dokončení je třeba ještě 71 miliard korun. Mezitím byla část okruhu postavena. S dokončením se roku 2018 počítalo nejdříve k roku 2030. Dokončení stavby jihovýchodní části mezi Běchovicemi a D1 se plánuje k roku 2027.

## Označení a kategorizace
Na mapě silniční sítě ČSR, vydané ministerstvem techniky v roce 1947, je zamýšlený okruh kolem Prahy značen číslem 1, zatímco zamýšlená dálnice z Prahy směrem k Brnu číslem 2. Vládní usnesení č. 286 z 10. dubna 1963, O koncepci dlouhodobého rozvoje silniční sítě a místních komunikací, dává Velkému okruhu Prahy označení H1, avšak číslo 1 zde má i dálnice D1, navrhovaná v trase Praha–Jihlava–Brno–Trenčín–Žilina–Prešov–Košice–hranice SSSR. Také Územní plán rajónu Pražské středočeské aglomerace a směrný územní plán Prahy a směrnice k realizaci územní plánu rajónu Pražské středočeské aglomerace a směrného územního plánu Prahy, přijaté 23. června 1976 usnesením č. 155 vlády České socialistické republiky, píší o automobilovém okruhu H1, resp. o vnějším pražském rychlostním automobilovém okruhu H1. V první fázi, kdy ještě nebyl považován za rychlostní komunikaci, byl okruh označován H1. Písmeno H se v té době v plánech používalo pro dálkové hlavní komunikace nižší kategorie než dálnice, tedy v podstatě pro pozdější rychlostní komunikace.
V plánech Základního komunikačního systému z roku 1977 byl použit název „vnější okruh“ (vedle názvů „střední okruh“ a „vnitřní okruh“), zároveň však byl stále označován i jako silniční okruh H1, zatímco pro střední okruh se objevuje označení Novoměstský okruh a pro vnitřní okruh označení Městský okruh. V rámci přehodnocení ZÁKOSu po roce 1989 byl zrušen vnitřní okruh, zatímco vnější okruh byl přejmenován na expresní okruh (ESO) a střední okruh na Městský okruh (MO), krom toho se počítalo s aglomeračním okruhem (AO). Později se pro vnější okruh začaly objevovat další názvy, například Silniční okruh kolem Prahy (SOKP, tento název používalo stavební sdružení i po dobu výstavby) nebo Pražský silniční okruh (PRSO) (z něhož se pravděpodobně vyvinul dnes užívaný název Pražský okruh).
Po uvedení prvních úseků do provozu byl okruh označen jako silnice I/1, tj. v číslování mostních objektů atd. číslem 1 bez prefixu, v některých materiálech pak označením R1, jako rychlostní silnice. Šlo vlastně o duplicitní použití čísla 1, protože jinak zpravidla dálnice dostaly čísla původních silnic I. třídy, které nahrazovaly, s doplněním písmena D před číslo.
1. ledna 2016 byl podle zákona č. 268/2015 Sb. Pražský okruh spolu s dalšími rychlostními silnicemi převeden do dálniční sítě v rámci projektu Nové pojetí dálniční sítě. Pražský okruh je z většiny postaven jako víceproudá silnice a pouze z menšiny jako rychlostní silnice, ale jeho uspořádání (výškové i směrové) a celkové parametry splňují nároky dálnice podle nového zákona č. 268/2015 Sb., kterým se mění zákon č. 13/1997 Sb., o pozemních komunikacích, ve znění pozdějších předpisů, zákon č. 361/2000 Sb., o provozu na pozemních komunikacích a o změnách některých zákonů (zákon o silničním provozu), ve znění pozdějších předpisů, a další související zákony. Ostatním rychlostním silnicím, které byly 1. ledna 2016 převedeny do dálniční sítě (4, 6, 7, 10, 35, 46, 48, 49, 52, 55 a 56), zůstalo původní číslo, avšak vzhledem k tomu, že číslo 1 bylo obsazeno duplicitně (jednou pro dálnici D1 a jednou pro Pražský okruh jako rychlostní silnice R1), byl Pražský okruh přečíslován na dálnici D0. Ve starším návrhu se objevovalo označení PO, ve schváleném zákoně je označen jako dálnice s číslem 0. To je obdobné jako číslování dálničního okruhu M0 v Budapešti.
Na rozdíl od vnitřního Městského okruhu, jehož dílčí úseky dostaly různé oficiální uliční názvy, označení Pražský okruh je ve všech částech vedoucích územím Prahy zároveň i oficiálním názvem ulice. Označení Pražský okruh se používá na dopravním značení též pro označení stávajícího vedení II. městského okruhu v úsecích, kde ještě nebyl převeden na komunikaci dálničního typu.

## Přehled úseků
Kilometr 0 se nachází jižně od Jesenice, přibližně v místě, kudy vedla stará silnice II/105. Stavba je rozdělena do jedenácti číslovaných úseků, plánované úseky jsou podbarveny červenou barvou.
| Číslo | Název                           | Délka    | Kategorie | Zahájení výstavby | Uvedení do provozu | Křižovatky                                                                         |
| ----- | ------------------------------- | -------- | --------- | ----------------- | ------------------ | ---------------------------------------------------------------------------------- |
| 510   | Satalice – Běchovice, I. etapa  | 1,12 km  | S27,5/100 | 1980              | 12. října 1984     | Satalice (exit 58) Chlumecká (exit 59)                                             |
| 510   | Satalice – Běchovice, II. etapa | 2,33 km  | S27,5/100 | 1988              | 5. listopadu 1993  | Horní Počernice (exit 60) Běchovice (exit 63)                                      |
| 511   | Běchovice – D1                  | 12,64 km | D34,5/100 | 16. prosince 2024 | plánováno 12/2027  | Dubeč (exit 65) Uhříněves (exit 68) Říčany (exit 72) Lipany (exit 75)              |
| 512   | D1 – Vestec                     | 8,75 km  | S27,5/100 | 2008              | 20. září 2010      | Modletice (exit 76) Jesenice (exit 82)                                             |
| 513   | Vestec – Lahovice               | 8,34 km  | S27,5/100 | 2006              | 20. září 2010      | Vestec (exit 3)                                                                    |
| 514   | Lahovice – Slivenec             | 6,03 km  | R27,5/100 | 2006              | 20. září 2010      | Zbraslav (exit 10) Lochkov (exit 15)                                               |
| 515   | Slivenec – Třebonice            | 7,41 km  | S26,5/100 | 1977              | 20. září 1983      | Slivenec (exit 16) Ořech (exit 19) Jinočany (exit 21) Třebonice (exit 23)          |
| 516   | Třebonice – Řepy                | 3,3 km   | R34/100   | 1998              | 20. srpna 2000     | Řepy (exit 26)                                                                     |
| 517   | Řepy – Ruzyně                   | 2,51 km  | R34/100   | 1999              | 29. října 2001     | Ruzyně (exit 28)                                                                   |
| 518   | Ruzyně – Suchdol                | 8,26 km  | D34/100   | plánováno 2028    | plánováno 2031     | Přední Kopanina (exit 30) Horoměřice (exit 34) Suchdol (exit 36) Rybářka (exit 38) |
| 519   | Suchdol – Březiněves            | 6,85 km  | D34/100   | plánováno 2028    | plánováno 2031     | Čimice (exit 41) Ústecká (exit 43) Březiněves (exit 45)                            |
| 520   | Březiněves – Satalice           | 13,64 km | D34/100   | plánováno 2028    | plánováno 2031     | Třeboradice Přezletice Vinoř Satalice                                              |

### Modernizace silnice
| Úsek | Název                                     | Délka   | Kategorie | Zahájení výstavby | Uvedení do provozu | Křižovatky                                                                |
| ---- | ----------------------------------------- | ------- | --------- | ----------------- | ------------------ | ------------------------------------------------------------------------- |
| 510  | Satalice – Běchovice, zkapacitnění        | 2,77 km | D34,5/100 | plánováno 2026    | plánováno 2028     | Horní Počernice (exit 60)                                                 |
| 510  | Most přes Počernický rybník, zkapacitnění | 0,58 km | D34,5/100 | plánováno 2025    | plánováno 2027     | Běchovice (exit 63)                                                       |
| 515  | Slivenec – Třebonice, zkapacitnění        | 6,8 km  | D33,5/100 | plánováno 2026    | plánováno 2028     | Slivenec (exit 16) Ořech (exit 19) Jinočany (exit 21) Třebonice (exit 23) |
| 515  | MÚK Třebonice, 0. etapa zkapacitnění      | —       | D34/130   | plánováno 2026    | plánováno 2028     | Třebonice (exit 23)                                                       |

V roce 2019 byl nejzatíženějším úsek 515 mezi křižovatkami Slivenec a Ořech s 99,9 tis. vozidel denně.

## Historie přípravy a výstavby

### Nejstarší úseky

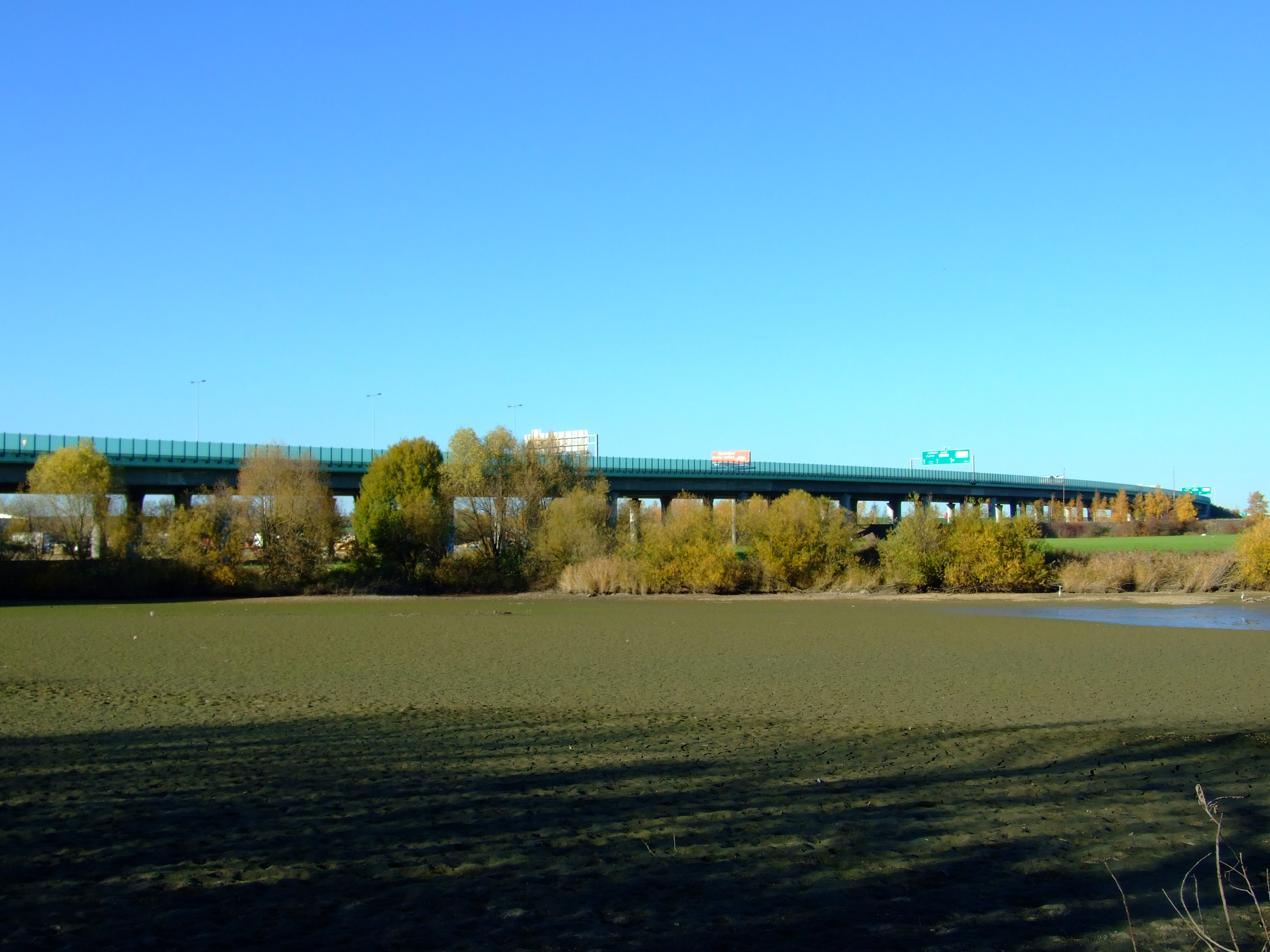
Most v Praze-Ruzyni překonávající Litovický potok

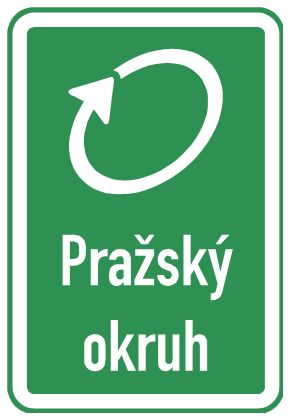
Dopravní značka IP 1a „Okruh“ v návrhu nové prováděcí vyhlášky k pravidlům provozu na pozemních komunikacích. Toto zobrazení bylo ve verzi z 20. 5. 2015, z verze z 31. 7. 2015 bylo vypuštěno.

V roce 1984 byly otevřeny první úseky: Satalice – Počernice (510/I) a Slivenec – Třebonice (515). Roku 1993 byl úsek 510 prodloužen až do Běchovic. V roce 2000 v Třebonicích navázal úsek 516 do Řep a v roce 2001 byl prodloužen úsekem 517 do Ruzyně. Od roku 2001 až do 20. září 2010 tak byly v provozu dvě oddělené části:
- úsek Satalice – Běchovice na východě města, spojující D10, D11 a Štěrboholskou radiálu
- úsek Slivenec – Třebonice – Řepy – Ruzyně na západě města spojující Barrandovskou spojku, D5, D6 a D7.

### Jihozápadní segment
Dne 20. září 2010 dopoledne byl slavnostně otevřen a 21. září 2010 uveden do běžného provozu Jihozápadní segment (stavby 514, 513 a 512), který propojil stávající západní část okruhu z MÚK s ulicí K Barrandovu s dálnicí D4, Vesteckou spojkou, plánovanou D3 a brněnskou D1. Součástí je i Lochkovský most, Slavičí most, Lochkovský tunel o délce 1659 metrů a Radotínský most, jehož část přes údolí Berounky, o délce 2045 m, je považována za nejdelší mostní objekt v České republice. V části, ve které Radotínský most překonává Vltavu, je umístěna zavěšená Lahovická cyklolávka. Stavba 514 zahrnuje dvě křižovatky, MÚK Lochkov a MÚK Zbraslav se silnicí I/4. Na sousední stavbě 513 se nachází most přes Vltavu o délce 236 m (druhá část Radotínského mostu), tunel Šabatka (ekodukt) a Komořanský tunel o délce 1936 m. Mimoúrovňové křižovatky jsou tu čtyři: neveřejný sjezd MÚK Točná, MÚK Břežany (exit 4 či 5, nověji označovaný jako MÚK Písnice), MÚK Písnice (exit 3, nověji označovaný jako MÚK Vestec) a MÚK Jesenice. Současně byla zprovozněna první část tzv. Vestecké spojky, která spojuje Pražský okruh v MÚK Písnice s oblastí Vestce a bude jí možno prodloužit kolem vesnic Drazdy a Rozkoš až k D1. Odlehčí tak v budoucnu obcím mezi PO a Jižní spojkou od dopravy proudící do centra z plánované D3. Stavba 512 spojuje budoucí D3 a D1.
Úsek Pražského okruhu a jeho nejvýznamnější mosty a tunely pojmenovala Rada hlavního města Prahy usnesením na svém jednání dne 12. října 2010.
Dobudováním tohoto segmentu je vytvořena alternativa k přetížené ulici K Barrandovu, Jižní spojce a Chodovské radiále, kam je dnes odváděna veškerá tranzitní doprava mezi Brnem a směry Chomutov, Karlovy Vary, Plzeň. Jihozápadní segment v masivní míře využívá k řízení dopravy telematické systémy.
Na konci června 2010 schválilo ŘSD harmonogram, podle nějž byl nový úsek o délce 23 km ze Slivence do Jesenice zprovozněn 20. září 2010. V sobotu 18. září se měl u lahovické estakády konat den otevřených dveří, avšak kvůli nedokončenosti stavby a odstraňování závad byl program zredukován na úsek mezi cholupickým tunelem a Hodkovicemi.
Chybějící úsek 511 způsobuje od září 2010 spory a komplikace. Hlavní město Praha prosazuje od 21. září 2010 úplný zákaz vjezdu těžkých nákladních automobilů na Barrandovský most a přilehlou část Jižní spojky až k dálnici D1. To bude mít za následek, že tranzitní doprava od západu Čech (zejména z dálnice D5) směrem k hradecké dálnici D11 se bude od Modletic po D1 vracet směrem k centru města a Spořilovskou spojkou bude přejíždět na Jižní spojku a Městský okruh. Odpůrci zákazu vyjadřují obavy z přetížení nájezdů a sjezdů a nespokojenost s průtahem takové frekvence středem Spořilova. Do doby zprovoznění úseku 511 také zůstane uzavřena mimoúrovňová křižovatka u Dolních Břežan, aby se radiální pražská komunikace vedoucí zástavbou nestala dálničním přivaděčem.

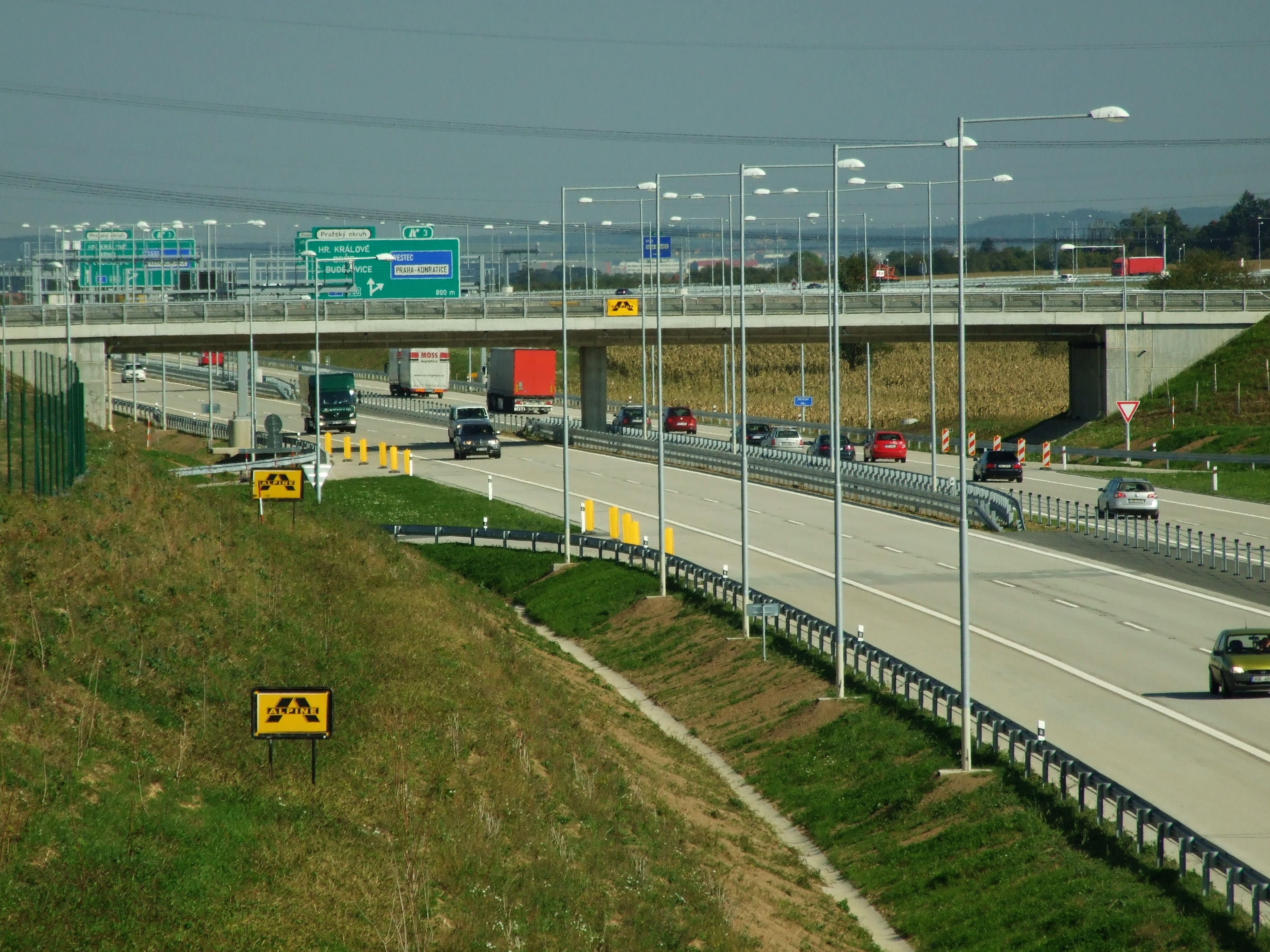
Jihozápadní část okruhu u Cholupic

Mimoúrovňová křižovatka byla zamýšlena také u křížení s Komořanskou ulicí. V polovině 90. let bylo plánováno napojení okruhu na stávající Komořanskou ulici. Kvůli její nedostatečné kapacitě Praha 12 prosadila vybudování nové komunikace KOMOKO, která má sloužit jako obchvat Komořan a měla vést přes přírodní lokalitu Modřanské laguny, proti čemuž protestovali ochránci přírody; místní obyvatelé se zase obávali hluku z estakády. Přes Pražský okruh byl za 110 milionů Kč vybudován most směřující na zamýšlenou novou komunikaci. Na most sice magistrát hl. m. Prahy vydal stavební povolení, avšak dosud nebylo řádně dokončeno územní řízení a odbor výstavby Prahy 12 podal v září 2010 magistrátu podnět k zahájení řízení o odstranění stavby. V těsném sousedství tohoto mostu a nedaleko portálu Komořanského tunelu je vybudován též ekodukt s názvem tunel Šabatka.
Do září 2010 proběhla také rekonstrukce stavby 515 (mezi D5 a ulicí K Barrandovu), kde postupně v jednom a pak druhém jízdním pásu byl vyměněn povrch vozovky, zavedeno nové dopravní značení a další drobné úpravy. Dokončení rekonstrukce je plánováno spolu s dokončením Jihozápadního segmentu.

#### Vestecká spojka

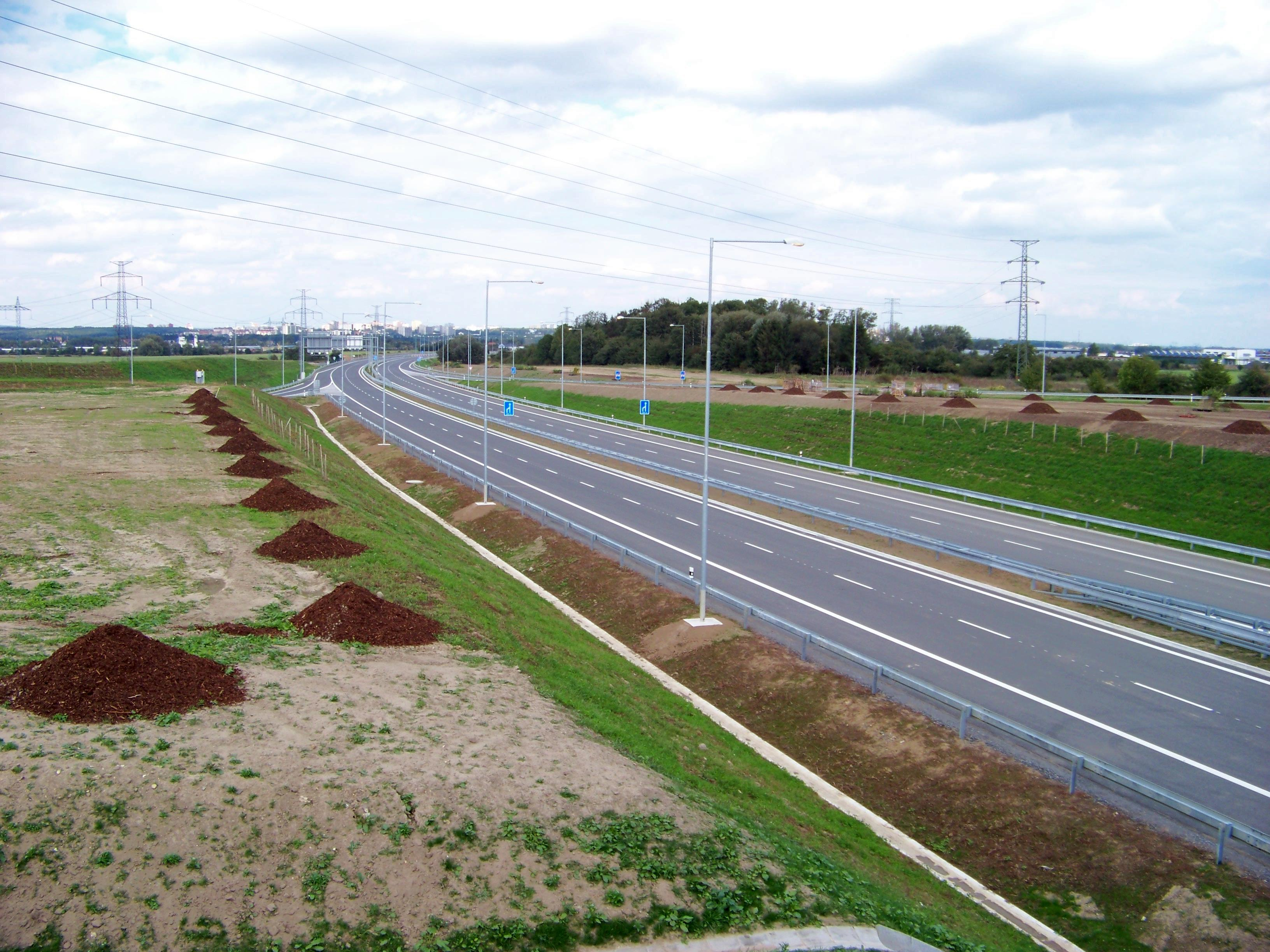
Zprovozněná část Vestecké spojky, tzv. Vestecký přivaděč

S komunikací v části původně plánované krátké trasy JVK se však v různých podobách a pod různými názvy počítalo i nadále. Později se tato komunikace začala označovat jako Vestecká spojka. Její součástí má být křižovatka s Vídeňskou ulicí u Vestce a s dálnicí D1 u Újezdu. Občanská sdružení proti této komunikaci protestovala, neboť podle nich zvýšilo dopravní zatížení na D1 mezi Jižním Městem a Újezdem, což by „zvýšilo zatížení této oblasti exhalacemi a hlukem, což je neakceptovatelné z hlediska stávajícího obyvatelstva i budoucích obyvatel této oblasti.“ Chtějí, aby doprava v této části Prahy byla řešena jen sítí místních komunikací, která je ale dnes již na hranici své kapacity. Naopak většina obyvatel v dotčené oblasti stavbu Vestecké spojky podporuje, jelikož má odvést část dopravy z přilehlých městských částí a obcí a zlepšit dopravní situaci v tomto regionu.
Z Vestecké spojky byl v roce 2010 (současně s otevřením úseku Pražského okruhu mezi dálnicí D1 a Slivencem) zprovozněn úsek dlouhý 1,6 km mezi Pražským okruhem (křižovatka Písnice) a kruhovou křižovatkou s Vídeňskou ulicí severně od Vestce. Další část spojky od Vídeňské ulice k dálnici D1 se v současnosti (rok 2024) nestaví.

### Jihovýchodní úsek
Stavba úseku 511 (Běchovice – D1) byla zahájena 16. prosince 2024, k dokončení má dojít v roce 2027. Cena stavby dle smlouvy je téměř 9,8 miliardy Kč, další 3 mld. Kč má stát výkup pozemků pro stavbu.
V jihovýchodní části Prahy proběhl spor o trasování Pražského okruhu. Již od 70. let, kdy se začalo hovořit o potřebě okružní komunikace kolem Prahy, byla schválena trasa kolem Jižního Města a Petrovic. Po roce 1989 však už nebylo průchodné vést dálnici sídlištěm, začala vznikat občanská sdružení (např. Optim-eko), která se výstavbě dálnice přes hustě obydlené čtvrtě bránila. Tato tzv. krátká trasa (známá pod označením A, později JVK) by navíc vedla cenným přírodním územím Milíčovského lesa a Botiče.
Posouzení vlivu na životní prostředí (EIA) bylo vydáno v listopadu 2002 a investiční záměr v roce 2010. Již bylo vydáno územní rozhodnutí, které bylo později zrušeno. Proti trasování D0 v oblasti zejména Běchovic je značná [zdroj?] část obyvatel. U Běchovic se momentálně provizorně napojuje Štěrboholská radiála na D0, ale v budoucnu zde má vyrůst křižovatka šestiproudové D0 a čtyřproudové přeložky silnice I/12, což by omezilo další rozvoj Běchovic.
Ředitelství silnic a dálnic již udělalo mnoho ústupků – přidalo protihlukové stěny, silnice bude v minimálně šestimetrovém zářezu – pokud ne, tak bude nasypán val a další.[zdroj?]
V březnu 2015 proběhlo veřejné projednání územního rozhodnutí na stavbu 511 a ŘSD předpokládalo, že zhruba do měsíce bude územní rozhodnutí vydáno. V dubnu 2015 však vešla v platnost novela zákona o EIA, která má za účel větší účast veřejnosti v řízeních přípravy a realizace stavby. ŘSD proto požádalo ministerstvo životního prostředí o potvrzení stanoviska, ale to nebylo vydáno. Nové souhlasné stanovisko EIA bylo vydáno v roce 2017. Nepravomocné územní rozhodnutí bylo vydáno v červenci 2020, jedno z odvolání namítlo systémovou podjatost pražského magistrátu. Ministerstvo pro místní rozvoj dalo stěžovateli v únoru 2021 za pravdu a rozhodlo, že o odvoláních má rozhodovat Krajský úřad Jihočeského kraje.

### Severozápadní segment
Severozápadní část obchvatu v úseku Ruzyně – Březiněves byly vypracována v mnoha variantách, dokumentace EIA doporučila k realizaci variantu Ss (severní, řežská) nebo variantu J (jižní, suchdolská). Ministerstvo životního prostředí akceptovalo obě varianty; z hlediska vlivů na životní prostředí doporučilo variantu Ss a variantu J označilo jako krajní řešení, jehož realizaci lze připustit v případě, že projednání konceptu územního plánu velkého územního celku Pražského regionu vyloučí možnost realizace varianty Ss. Současný územní plán hlavního města Prahy a územní plán velkého územního celku Pražského regionu obsahují pouze variantu J.
Varianta J, tedy stavby 518 a 519, Ruzyně – Suchdol a Suchdol – Březiněves (včetně monumentálního suchdolského mostu přes Vltavu, vyvolává ostré protesty občanů obcí a městských částí Prahy, přes které má přecházet. Odpůrci pražským magistrátem prosazované jižní varianty argumentují tím, že toto vedení okruhu bylo navrženo v 30. letech 20. století, tj. v době, kdy v oblasti Čimic, Bohnic a Ďáblic bylo jen řídké osídlení a množství aut bylo s dnešním stavem nesrovnatelné. Druhým argumentem je komplikovaný terén v místech přemostění vltavského údolí, vysoké náklady na stavbu, její dlouhá doba realizace a provozní nebezpečnost soustavy tunelů a patrových mostů na trase. Dále tvrdí, že jako nepřijatelná se zdá jedna z deklarovaných výhod varianty J – spojení tranzitní kamionové dopravy s vnitroměstskou dopravou. Tento souběh je údajně proti současným evropským normám. Oponenti prosazují variantu Ss, která má Vltavu překonat o 3,5 km severněji v prostoru mezi Libčicemi nad Vltavou a Řeží.
S variantou Ss, která by měla překonávat Vltavu severně od Řeže, nesouhlasí občané obcí, okolo kterých má obchvat procházet. Mezi její odpůrce patří i vedení městských částí Praha 6, 7, 8 a 13. Odpůrci variantě vytýkají, že vede příliš daleko od města a je příliš dlouhá i pro tranzitní dopravu. Také namítají že tato varianta není projektově ani stavebně připravena, a proto by její výstavba trvala delší dobu.
Na téma porovnání obou variant vzniklo již několik studií. Studie společnosti Sudop Praha doporučila k realizaci variantu J, studie společnosti Mott MacDonald variantu Ss. Zatím poslední studie společnosti City Plan  doporučuje variantu J.
Vládní Strana zelených přes odpor vedení Ministerstva dopravy prosadila 19. září 2007 zřízení expertní komise, která má mj. posoudit varianty severozápadní části Pražského okruhu (usnesení 1064). Do února 2008 komise nezahájila svou činnost. 
Po úspěchu ČSSD v krajských volbách v říjnu 2008 prohlásil kandidát na středočeského hejtmana David Rath, že preferuje variantu Ss. Začátek realizace jižní varianty okruhu je také ohrožen rozhodnutím Nejvyššího správního soudu, který v říjnu 2008 zrušil platnost změny pražského územního plánu, která mj. jinak vymezila některé stavby varianty J.
Ministr dopravy Vít Bárta zaměstnal jako jednoho se svých poradců Miroslava Patrika z ekologického sdružení Děti Země, který na podzim 2010 prohlásil, že se bude snažit vrátit do hry variantu Ss. Vedení ministerstva zareagovalo tvrzením, že bude preferovat levnější variantu.
Krajský soud v Praze v srpnu 2013 zrušil dokument Zásady územního rozvoje Středočeského kraje v části týkající se vymezení silničního koridoru, protože kraj v územně plánovací dokumentaci dostatečně nevyhodnotil kumulativní a synergické vlivy, tedy dopad na životní prostředí a veřejné zdraví. Kraj namítal, že se tyto vlivy mají vyhodnocovat jen v případě, že je navrhováno více variant řešení, zatímco koridor silničního okruhu kolem Prahy je podle něj v dané trase už dlouhodobě ustálen. Kraj podal kasační stížnost, ale tu Nejvyšší správní soud v dubnu 2014 zamítl a potvrdil rozhodnutí krajského soudu, čímž zastavil projekt stavby v části Ruzyně – Březiněves – Satalice.
Na začátku února 2015 Magistrát hlavního města Prahy zastavil dosud formálně přerušená územní řízení od stavbách 518 a 519, zahájená roku 2007, s odůvodněním, že Ředitelství silnic a dálnic nepředložilo ve stanovených termínech všechny požadované dokumenty. Ředitelství silnic a dálnic potvrdilo, že šlo o záměrný krok, který byl dojednaný mezi ministerstvem dopravy a ŘSD, protože prý kvůli procesní správnosti nebylo možné úřední proces pro tyto stavby uzavřít. Uvedlo však, že ministerstvo spolu s ŘSD připravuje další kroky pro možnost pokračování přípravy těchto staveb. Podle starosty Prahy-Suchdola Petra Hejla v současnosti nemůže ŘSD znovu podat žádost o stavební řízení, protože okruh není zahrnut v platných zásadách územního rozvoje Středočeského kraje. Pražské zastupitelstvo sice před krajskými volbami 2014 začlenilo severní část okruhu do pražských zásad územního rozvoje, ale územní plán počítá se čtyřproudovou silnicí, zatímco projekt se šesti pruhy. Městská část Praha-Suchdol už několikrát uspěla se žalobami u Nejvyššího správního soudu a starosta uvedl, že je připravena se k soudu obrátit znovu. V roce 2014 se také spolu s dalšími subjekty obrátila se stížností k Evropské komisi do Bruselu kvůli narušení evropsky chráněné lokality Kaňon Vltavy u Sedlce, kde rostou vzácné rostliny. Ředitel ŘSD Jan Kroupa označil za prioritu jihovýchodní úsek 511.

### Úsek Březiněves – Satalice
Stavba 520 je považována za nejméně důležitou stavbu Pražského okruhu a její realizace zatím není stanoveno datum zahájení stavby. Tato část je zatím zastupitelná Vysočanskou radiálou propojující východní část Pražského okruhu a dálnici D10 s ulicí Kbelskou, která dopravu přivádí k dálnici D8. Existují tři varianty stavby-tunelová, zářezová (podpovrchová) a povrchová. Proti povrchové protestují obce i úřady, Praha si přeje tunelovou variantu, která je ale nejdražší.
Trasa úseku začíná před MÚK Třeboradice, ve které se kříží se silnicí III/2438. Severně od Třeboradic je navržen 1330 m dlouhý hloubený tunel Třeboradice v tunelové variantě, ve variantě podpovrchové zářez. Tunel je hlukově a ekologicky výhodnější, způsobí však delší výluku na trati Praha-Neratovice a silnici III/2443. Mratínský potok dálnice přechází mostem délky 168 m, dále pokračuje 450 m dlouhým hloubeným tunelem Veleň, resp. zářezem. V MÚK Přezletice se kříží se silnicí III/2444.
MÚK Vinoř se silnicí II/610 je sporným bodem úseku. V zářezové variantě je překročena 269 m dlouhou estakádou, ve variantě tunelové jí podchází 2050–2070 m dlouhý tunel Vinoř. Ten je částečně ražený a částečně hloubený, a ražená část podchází soutok Vinořského a Ctěnického potoka i křižovatku. Ražba odbočných pruhů a podchod potoků metodou NRTM bude představovat nejnáročnější část úseku a možná i celé dálnice.
Trasa končí v MÚK Satalice s dálnicí D10/Vysočanskou radiálou.

### Jančurův návrh
Ani ministru Antonínu Prachařovi se nepodařilo překonat odpor některých dotčených pražských městských částí vůči ministerstvem prosazované trase okruhu. S tou nepočítá ani územní plán Středočeského kraje.
Nadace Radima Jančury zastupující autodopravce přednesla v červenci 2014 ministru dopravy Antonínu Prachařovi návrh na přeložení okruhu na severní i východní straně za hranici Prahy, čímž by se uvnitř okruhu ocitly i Úvaly, Zeleneč, Klecany, Roztoky, Velké Přílepy i Tuchoměřice a již hotový úsek 510 by přestal být součástí okruhu. Navržená trasa využívá koridor, který pro stavbu silnice schválil v územním plánu Středočeský kraj.
Výstavba úseků z Ruzyně k dálnicí D8 a od Brandýsa nad Labem k dálnici D1 by podle návrhu mohla být zahájena v roce 2017, přičemž pokud by se v první etapě postavily v čtyřpruhovém provedení, stály by 13 miliard korun a mohly by být dokončeny v září 2020. Úsek mezi dálnicemi D10 a D8 by podle návrhu bylo možné odložit na dobu po roce 2020, do té doby by dočasná trasa vedla přes Vysočanskou radiálu. V Jančurově variantě by okruh byl o 23 kilometrů delší než podle dosavadních ministerských návrhů a vybudování nové části by stálo 30 miliard korun, což by měla být poloviční cena oproti dosavadním plánům.
Jančurova nadace nechala vypracovat dokumentaci, která podrobně navrhuje novou trasu okruhu, postup stavby a její cenu. Ministra dopravy hodlala přesvědčit, aby zaplatil dopravní, technickou a ekologickou studii. Mluvčí ministra Prachaře Ivan Rašťák uvedl, že v tuto chvíli nemůže vyloučit, že v budoucnu rozhodnutí o zadání studie padne.

## Zpoplatnění

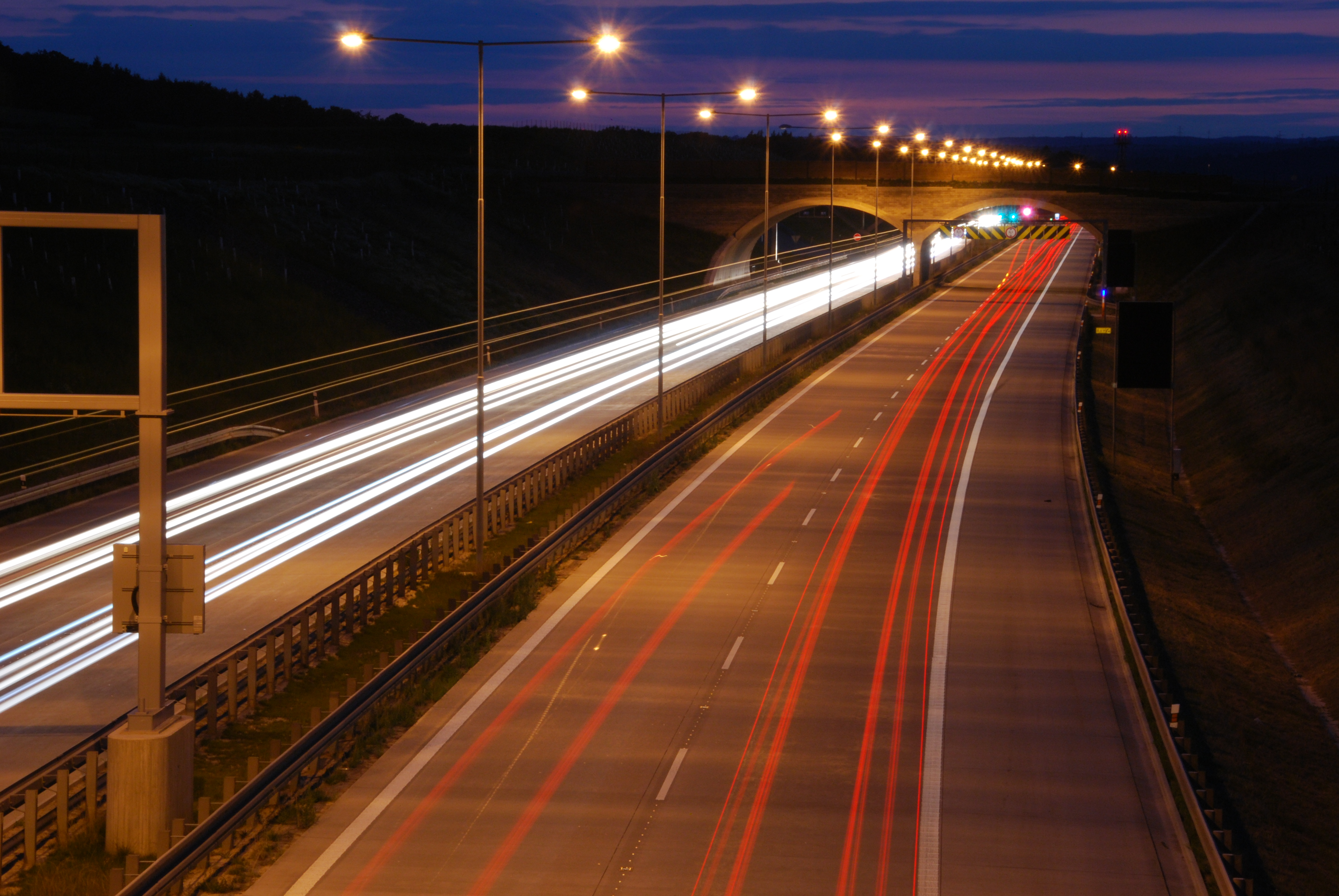
Pražský okruh mezi Cholupicemi a Dolními Břežany

Jízda po Pražském okruhu byla do 31. prosince 2006 pro všechna vozidla bez poplatku. Od 1. ledna 2007 bylo zavedeno výkonové zpoplatnění formou elektronického mýtného pro vozidla nad 12 tun. Po dokončení Jihozápadního segmentu byly zpoplatněny povinností použití dálniční známky i pro ostatní vozidla úseky, které jsou paralelní s dokončenými částmi Městského okruhu, tj. stavby 512, 513, 514, 515 a 516. Bez poplatku pro vozidla do 6 tun zatím zůstaly stavby 510 a 517.

## Předražení a trestní oznámení
14. května 2012 oznámil Nejvyšší kontrolní úřad, že při stavbě okruhu Prahy byly zbytečně utraceny miliardy korun kvůli změnám při staveb, tzv. vícepracím nebo výkupu pozemků pro křížení s dálnicí D1. Podle zjištění Nejvyššího kontrolního úřadu porušilo Ředitelství silnic a dálnic rozpočtovou kázeň u 9 veřejných zakázek a použilo v rozporu se zákonem o veřejných zakázkách jen mezi rokem 2005 až 2011 asi 5,7 miliardy korun Státního fondu dopravní infrastruktury. NKÚ tyto skutečnosti nahlásil Finančnímu úřadu pro Prahu 1 a podal trestní oznámení pro podezření ze spáchání trestného činu porušení povinnosti při správě cizího majetku, podvodu a zneužití pravomoci úřední osoby.